# 過海隧道巴士170線
過海隧道巴士170線是香港一條來往沙田站及華富（中）的過海隧道巴士路線，由九巴及城巴聯合經營，提供華富邨、田灣、香港仔、黃竹坑、銅鑼灣來往何文田、九龍塘及沙田新翠邨、乙明邨、沙角邨、沙田市中心的過海隧道巴士服務。

## 歷史
根據華富邨街坊回憶，當年居民為求華富邨有過海巴士服務，曾建議把103線延長至華富邨，但恰巧當時沙田區居民亦要求開辦過海巴士線，於是九巴和中巴順理成章為兩地開辦170線，滿足兩地居民要求。
- 1975年10月12日：本線開辦，由九巴及中巴聯合經營，來往香港仔及沙田（沙田總站位於大埔公路北行線，即現時新城市廣場第一期對面），只於假日07:30-19:15提供服務，全程收費$2。由於當時香港仔隧道仍未建成，因此來回程途經司徒拔道、黃泥涌峽道及南風道，並繞經黃竹坑邨巴士總站。
- 1976年6月1日：沙田總站遷往沙田墟（現址為沙田廣場）。
- 1976年11月28日：繞經當時即將落成啟用的香港海洋公園（該公園要到1977年1月10日才正式揭幕）。
- 1978年7月17日：本線提升至每天服務。
- 1978年11月16日：本線延長至華富（南）巴士總站。
- 1979年7月16日：總站遷往華富（中）巴士總站。
- 1982年3月15日：為配合香港仔隧道通車及港島南區路線重組，本線改經香港仔隧道，全程收費$4。
- 1984年12月2日：為配合沙田新市鎮發展，由沙田墟遷往沙田火車站。
- 1987年4月13日：本線改經沙角邨、秦石邨及新翠邨一帶，擴大服務範圍，同日起來回程不再繞經黃竹坑巴士總站，並改為祇於假日才繞經海洋公園。
- 1988年6月1日：九巴加開來往沙田火車站及銅鑼灣的晚間短程特別車，於平日19:30-20:45由沙田火車站開往銅鑼灣（禮頓道）及19:45-21:00由銅鑼灣摩利臣山道開出往沙田火車站。
- 1988年8月27日：九巴短程服務取消。
- 1988年12月5日：九巴再度加開來往沙田火車站及銅鑼灣的晚間短程特別車，於平日19:30-20:15由沙田火車站開往銅鑼灣（禮頓道）及20:00-21:00由銅鑼灣摩利臣山道開出往沙田火車站。
- 1989年10月6日：本線繞經培正道。
- 1991年8月26日：中巴加入空調巴士行走。
- 1993年9月1日：本線由城巴取代中巴專營權，成為城巴首條服務新界區的專利巴士路線，以及與107線成為城巴首兩條專利過海巴士路線，並由全普通巴士改為全空調服務及延長服務時間至22:30，往華富方向改經佛光街、忠孝街、忠民街往公主道，原有晚間來往沙田火車站及銅鑼灣的短程特別車停止服務，本線是城巴第一批由中巴手上取得的26條巴士線之一，稱為Network 26 新里程。
- 1996年1月22日：延長服務時間至午夜，往華富方向不再繞經沙田市中心。
- 1997年6月1日：往華富方向恢復由培正道經常興街直接駛入公主道。
- 1999年12月19日：因恆隆中心外一段百德新街被試行劃為全日行人專用區，逢假日往沙田方向改經高士威道、興發街及維園道。
- 2000年7月17日：因銅鑼灣百德新街北行線永久封閉，所有往沙田方向班次改經高士威道、興發街及維園道。
- 2005年6月12日：為縮短行車時間，本線改經全段公主道，不經培正道。
- 2007年12月2日：本路線的目的地「沙田火車站 Sha Tin KCR Station」配合兩鐵合併，城巴及九巴分別更名為「沙田站 Sha Tin Station」及「沙田鐵路站 Sha Tin Railway Station」，不過城巴的富豪奧林比安攪牌仍然以「沙田車站」為命名，只不過原有九鐵的標誌被封，但部份因車務調動的巴士仍有顯示。
- 2008年6月8日：九巴加價，全程車費由$15.3增至$16[1][2]。
- 2013年8月25日：往華富（中）方向改經堅拿道天橋，不再經波斯富街、禮頓道及摩理臣山道[3]。
- 2015年5月17日：修改逢星期日及公眾假期繞經海洋公園的時間[4]：
  - 沙田開出：09:00-11:30
  - 華富開出：16:00-18:30
- 2016年4月17日：九巴班次增設到站時間預報。
- 2018年5月28日：城巴班次增設實時抵站時間查詢服務。
- 2019年1月20日：新巴／城巴加價，全程車費由$16增至$17。
- 2020年1月26日：因應海洋公園關閉，該線翌日起所有星期日及公眾假期班次不途經海洋公園，直至海洋公園6月13日重開,於6月14日起星期日及公眾假期班次再途經海洋公園。[5] [6]
- 2020年7月15日：因應海洋公園再度關閉，該線7月19日起所有星期日及公眾假期班次不途經海洋公園，直至海洋公園9月18日重開,於9月20日起星期日及公眾假期班次再途經海洋公園。
- 2020年12月2日：因應海洋公園第三度關閉，該線12月6日起所有星期日及公眾假期班次不途經海洋公園，直至海洋公園2021年2月18日重開,於2021年2月21日起星期日及公眾假期班次再途經海洋公園。[7]

## 服務時間及班次
| 沙田站開         | 沙田站開                   | 沙田站開                   | 華富（中）開     | 華富（中）開 | 華富（中）開 |
| 日期             | 服務時間                   | 班次（分鐘）               | 日期             | 服務時間     | 班次（分鐘） |
| ---------------- | -------------------------- | -------------------------- | ---------------- | ------------ | ------------ |
| 星期一至五       | 06:00-06:40                | 20                         | 星期一至五       | 06:00-07:20  | 20           |
| 星期一至五       | 06:40-07:10                | 15                         | 星期一至五       | 07:35、07:55 | 07:35、07:55 |
| 星期一至五       | 07:24                      | 07:24                      | 星期一至五       | 08:20-09:00  | 20           |
| 星期一至五       | 07:49-08:39                | 25                         | 星期一至五       | 09:25        | 09:25        |
| 星期一至五       | 09:00                      | 09:00                      | 星期一至五       | 09:50-10:30  | 20           |
| 星期一至五       | 09:20                      | 09:20                      | 星期一至五       | 08:45-09:00  | 15           |
| 星期一至五       | 09:40-10:30                | 25                         | 星期一至五       | 09:20-10:00  | 20           |
| 星期一至五       | 10:53-11:39                | 23                         | 星期一至五       | 10:00-10:30  | 15           |
| 星期一至五       | 12:00                      | 12:00                      | 星期一至五       | 10:50        | 10:50        |
| 星期一至五       | 12:25                      | 12:25                      | 星期一至五       | 11:10-12:00  | 25           |
| 星期一至五       | 12:50-13:30                | 20                         | 星期一至五       | 12:21-13:30  | 23           |
| 星期一至五       | 13:50-14:40                | 25                         | 星期一至五       | 13:55        | 13:55        |
| 星期一至五       | 15:00                      | 15:00                      | 星期一至五       | 14:20-15:00  | 20           |
| 星期一至五       | 15:25-16:15                | 25                         | 星期一至五       | 15:20-16:00  | 20           |
| 星期一至五       | 16:15-16:35                | 20                         | 星期一至五       | 16:00-16:36  | 18           |
| 星期一至五       | 16:52-18:12                | 16                         | 星期一至五       | 16:50-17:10  | 20           |
| 星期一至五       | 18:33                      | 18:33                      | 星期一至五       | 17:10-17:55  | 15           |
| 星期一至五       | 18:55-19:45                | 25                         | 星期一至五       | 17:55-18:12  | 17           |
| 星期一至五       | 20:06-21:15                | 23                         | 星期一至五       | 18:26-19:26  | 20           |
| 星期一至五       | 21:30-22:30                | 20                         | 星期一至五       | 19:26-19:45  | 19           |
| 星期一至五       | 22:45-23:45                | 30                         | 星期一至五       | 20:00-21:15  | 15           |
|                  |                            |                            | 星期一至五       | 21:30-22:30  | 15           |
| 22:45-23:45      | 20                         |                            | 星期一至五       |              |              |
| 星期六           | 06:00-06:40                | 20                         | 星期六           | 06:00-07:20  | 20           |
| 星期六           | 06:40-07:10                | 15                         | 星期六           | 07:35-08:35  | 20           |
| 星期六           | 07:24                      | 07:24                      | 星期六           | 09:00        | 09:00        |
| 星期六           | 07:44-08:44                | 20                         | 星期六           | 09:20        | 09:20        |
| 星期六           | 08:44-09:00                | 16                         | 星期六           | 09:40-10:30  | 25           |
| 星期六           | 09:15-09:30                | 15                         | 星期六           | 10:50        | 10:50        |
| 星期六           | 09:30-10:30                | 20                         | 星期六           | 11:10-12:00  | 25           |
| 星期六           | 10:48-12:00                | 18                         | 星期六           | 12:21-13:30  | 23           |
| 星期六           | 12:20-13:00                | 20                         | 星期六           | 13:45-15:00  | 15           |
| 星期六           | 13:00-13:30                | 15                         | 星期六           | 15:20-16:00  | 20           |
| 星期六           | 13:50-14:30                | 20                         | 星期六           | 16:00-16:36  | 18           |
| 星期六           | 14:45-15:00                | 15                         | 星期六           | 16:50-17:46  | 14           |
| 星期六           | 15:16-16:36                | 20                         | 星期六           | 17:46-18:12  | 13           |
| 星期六           | 16:52-18:12                | 20                         | 星期六           | 18:25-19:45  | 20           |
| 星期六           | 18:45、19:06               | 18:45、19:06               | 星期六           | 20:00-21:15  | 15           |
| 星期六           | 19:25-19:45                | 20                         | 星期六           | 21:30-22:30  | 20           |
| 星期六           | 20:06-21:15                | 23                         | 星期六           | 22:45-23:45  | 20           |
| 星期六           | 21:30-22:10                | 20                         |                  |              |              |
| 星期六           | 22:30                      |                            |                  |              |              |
| 星期六           | 22:45-23:45                | 30                         |                  |              |              |
| 星期日及公眾假期 | 06:00-06:40                | 20                         | 星期日及公眾假期 | 06:00-06:40  | 20           |
| 星期日及公眾假期 | 06:40-06:55                | 15                         | 星期日及公眾假期 | 06:40-06:55  | 15           |
| 星期日及公眾假期 | 07:15-08:00                | 15                         | 星期日及公眾假期 | 07:10、07:25 | 07:10、07:25 |
| 星期日及公眾假期 | 08:12-08:42                | 15                         | 星期日及公眾假期 | 07:45、08:00 | 07:45、08:00 |
| 星期日及公眾假期 | 08:57-09:12*               | 15                         | 星期日及公眾假期 | 08:18-09:12  | 18           |
| 星期日及公眾假期 | 09:24-10:24*               | 20                         | 星期日及公眾假期 | 09:26        | 09:26        |
| 星期日及公眾假期 | 10:36-11:34*               | 14/15                      | 星期日及公眾假期 | 09:44-10:24  | 20           |
| 星期日及公眾假期 | 11:48                      | 11:48                      | 星期日及公眾假期 | 10:42-11:48  | 16/17        |
| 星期日及公眾假期 | 12:06-13:00                | 18                         | 星期日及公眾假期 | 12:00-12:58  | 14/15        |
| 星期日及公眾假期 | 13:00-13:12                | 12                         | 星期日及公眾假期 | 12:58-13:12  | 14           |
| 星期日及公眾假期 | 13:24-14:36                | 14-15                      | 星期日及公眾假期 | 13:26-14:20  | 18           |
| 星期日及公眾假期 | 14:54-16:00                | 16/17                      | 星期日及公眾假期 | 14:20-14:36  | 16           |
| 星期日及公眾假期 | 16:14-17:24                | 14                         | 星期日及公眾假期 | 14:54-15:30  | 18           |
| 星期日及公眾假期 | 17:39-17:57                | 18                         | 星期日及公眾假期 | 15:30-15:45  | 15           |
| 星期日及公眾假期 | 17:57-18:48                | 17                         | 星期日及公眾假期 | 16:00*       | 16:00*       |
| 星期日及公眾假期 | 19:05、19:23、19:40、20:00 | 19:05、19:23、19:40、20:00 | 星期日及公眾假期 | 16:17-17:08* | 17           |
| 星期日及公眾假期 | 20:18-21:18                | 20                         | 星期日及公眾假期 | 17:08-17:24* | 16           |
| 星期日及公眾假期 | 21:30-22:30                | 20                         | 星期日及公眾假期 | 17:40-18:28* | 16           |
| 星期日及公眾假期 | 22:45-23:45                | 30                         | 星期日及公眾假期 | 19:00-20:00  | 20           |
|                  |                            |                            | 星期日及公眾假期 | 20:15-20:30  | 15           |
| 20:30-21:06      | 18                         |                            | 星期日及公眾假期 |              |              |
| 21:06-21:18      | 12                         |                            | 星期日及公眾假期 |              |              |
| 21:30-22:30      | 15                         |                            | 星期日及公眾假期 |              |              |
| 22:45-23:45      | 20                         |                            | 星期日及公眾假期 |              |              |

- 註：有紅字班次為九巴派車，其餘班次為城巴派車。
- 註：星期日及公眾假期有＊之班次繞經海洋公園。

## 收費
全程：$20.8
- 過獅子山隧道後往華富（中）：$18.4
- 過海底隧道後往華富（中）：$10.8
- 過香港仔隧道後往華富（中）：$6.1
- 過香港仔隧道後往沙田站：$19.6
- 過海底隧道後往沙田站：$12.9
- 九龍塘站往沙田站：$8.2
- 大圍站往沙田站：$7.7

### 八達通轉乘優惠
乘搭此線往港島方向之乘客於登車後150分鐘內在海底隧道巴士轉乘站轉乘以下路線，第二程成人票價便可減收$3.5，小童／長者票價減收$1.8，乘客必須在150分鐘內轉車。
| 紅隧轉乘優惠計劃路線列表 | 紅隧轉乘優惠計劃路線列表 | 紅隧轉乘優惠計劃路線列表 | 紅隧轉乘優惠計劃路線列表 |
| 巴士公司                 | 轉乘路線                 | 出發地                   | 目的地                   |
| ------------------------ | ------------------------ | ------------------------ | ------------------------ |
| 城巴、九巴               | 101                      | 觀塘（裕民坊）           | 堅尼地城                 |
| 城巴、九巴               | 102                      | 美孚                     | 筲箕灣                   |
| 城巴、九巴               | 102P                     | 美孚                     | 筲箕灣                   |
| 城巴、九巴               | 103                      | 竹園邨                   | 蒲飛路                   |
| 城巴、九巴               | 104                      | 白田                     | 堅尼地城                 |
| 城巴、九巴               | 106                      | 黃大仙                   | 小西灣（藍灣半島）       |
| 城巴、九巴               | 106P                     | 黃大仙                   | 小西灣（藍灣半島）       |
| 城巴                     | 106A                     | 黃大仙                   | 太古（康怡廣場）         |
| 城巴、九巴               | 107                      | 九龍灣                   | 華貴邨                   |
| 城巴、九巴               | 107P                     | 海逸豪園                 | 數碼港                   |
| 九巴                     | 108                      | 九龍灣（啟業）           | 寶馬山                   |
| 城巴、九巴               | 109                      | 何文田                   | 中環（港澳碼頭）         |
| 城巴、九巴               | 110                      | 尖沙咀東（麼地道）       | 筲箕灣                   |
| 城巴、九巴               | 111                      | 坪石                     | 中環（港澳碼頭)          |
| 城巴、九巴               | 111P                     | 彩福                     | 中環（港澳碼頭)          |
| 城巴、九巴               | 112                      | 蘇屋                     | 北角（百福道）           |
| 城巴、九巴               | 113                      | 彩虹                     | 堅尼地城（卑路乍灣）     |
| 城巴、九巴               | 115                      | 九龍城碼頭               | 中環（港澳碼頭）         |
| 城巴、九巴               | 115P                     | 海逸豪園                 | 中環（港澳碼頭）         |
| 城巴、九巴               | 116                      | 慈雲山（中）             | 鰂魚涌（祐民街）         |
| 城巴、九巴               | 117                      | 深水埗（欽州街）         | 跑馬地（下）             |
| 城巴、九巴               | 118                      | 長沙灣（深旺道）         | 小西灣（藍灣半島）       |
| 城巴、九巴               | 118P                     | 長沙灣（深旺道）         | 小西灣（藍灣半島）       |
| 城巴、九巴               | 170                      | 沙田站                   | 華富（中）               |
| 城巴、九巴               | 171                      | 荔枝角                   | 海怡半島                 |
| 城巴、九巴               | 182                      | 愉翠苑                   | 中環（港澳碼頭）         |

## 使用車輛
本線開線初期，九巴派出丹拿珍寶巴士行走，後來改派利蘭勝利二型及丹尼士喝采型；踏入八十年代則派出都城嘉慕9.7米行走，卻鮮有派出三軸巴士行走本線；中巴方面則派出佳牌阿拉伯五型巴士，後期則派出勝利二型行走。
隨著中巴的28條路線於1993年交予城巴經營，城巴投入大量全新空調巴士行走過海隧道線。由於是九巴及城巴首兩條合營的過海隧道巴士路線之一（另一條為107），因此得到九巴及城巴的重視，自接辦以來，不斷改派新型的空調巴士行走，包括11米富豪奧林比安（AV）及11米丹尼士巨龍（AD），踏入21世紀九巴全線改派12米低地台丹尼士三叉戟三型（ATR），2004年起九巴更全線改派Enviro500（ATE）低地台「超直」巴士行走
2010年2月7日，九巴原有全數8輛Alexander Dennis Enviro 500（ATE187-194）車隊被調走，改派5輛斯堪尼亞K310UD低地台雙層空調巴士及3輛富豪B9TL（Alexander Enviro 500車身）12米低地台雙層空調巴士行走，特點是該8輛巴士的車尾均設有倒車閉路電視，更方便地於華富（中）總站掉頭。2011年3月27日起，兩部Scania K310UD巴士（ASU13／PC4344、ASU14／PC4423）被調走，改派兩部配置歐盟5型環保引擎及Wright Eclipse Gemini 2車身的12米富豪B9TL（AVBWU27／PJ8875、AVBWU35／PK2688）取代，成為繼680、681、182後，沙田區第4條引入該款巴士作字軌車的過海隧巴路線。直至2012年4月底，餘下3輛斯堪尼亞K310UD調往屯門車廠，由3輛富豪B9TL（新出牌配置Gorba牌的AVBWU246／RH7192、AVBWU280／RJ8495及AVBWU288／RK3715）取代。
城巴方面，由於車隊數目遠不及九巴，因此變動都不大，主要都是富豪奧林比安12米空調巴士（3XX-6XX，已全面退役）及歐盟四型／五型引擎Enviro500 / MMC（8110-8202、8208及以後）行走。隨著2015年12月31日起於中環、旺角及銅鑼灣實施「巴士低排區」，規定歐盟四型以下之巴士「禁足」低排區，而本路線往沙田方向途經銅鑼灣低排區，富豪奧林比安12米空調巴士因不符合有關標準，加上已達垂暮之年行將退役，故此撤出本路線，進一步更新車隊。
現時九巴用車包括3輛比亞迪B12D 12米（BED）及5輛富豪B9TL 12米（AVBWU）雙層空調巴士 ，均屬沙田車廠；而城巴則派出8輛雙層空調巴士，以亞歷山大丹尼士Enviro 500（81XX-83XX）及亞歷山大丹尼士Enviro 500 MMC 12/12.8米（83XX-85XX/63XX-64XX）為主。
| 車隊編號 | 車牌   |
| -------- | ------ |
| BED7     | YX4528 |
| BED8     | YX4797 |
| BED40    | YX4108 |
| AVBWU547 | UW170  |
| AVBWU615 | UY5018 |
| AVBWU704 | VD2568 |
| AVBWU774 | VH3925 |

## 行車路線
沙田站開經：沙田車站圍、沙田鄉事會路、沙田圍路、沙角街、大涌橋路、車公廟路、紅梅谷路、獅子山隧道公路、獅子山隧道、窩打老道、公主道、康莊道、紅磡海底隧道、告士打道、天橋、告士打道、內告士打道、堅拿道天橋、黃泥涌峽天橋、香港仔隧道、黃竹坑道、（海洋公園道、海洋公園公共運輸交匯處、海洋公園道、黃竹坑道）、香港仔大道、香港仔海傍道、石排灣道及華富道。
華富（中）開經：華富道、石排灣道、香港仔海旁道、香港仔大道、黃竹坑道、（海洋公園道、海洋公園公共運輸交匯處、海洋公園道、黃竹坑道）、香港仔隧道、黃泥涌道、摩利臣山道、天樂里、軒尼詩道、怡和街、高士威道、興發街、維園道、告士打道、杜老誌道天橋、杜老誌道、鴻興道、紅磡海底隧道、康莊道、公主道、窩打老道、獅子山隧道、獅子山隧道公路、紅梅谷路、車公廟路、大涌橋路、沙角街、乙明邨街、沙角街、沙田圍路、沙田鄉事會路及沙田車站圍。
逢星期一至五10:00前班次，將因應交通情況改經堅拿道天橋、堅拿道東、堅拿道西及堅拿道天橋。
備註：假日08:57-11:34由沙田站開出及16:00-18:28由華富（中）開出班次會繞經海洋公園。

### 沿線車站
| 沙田站開 | 沙田站開                 | 沙田站開               | 華富（中）開 | 華富（中）開                | 華富（中）開           |
| 序號     | 車站名稱                 | 位置                   | 序號         | 車站名稱                    | 位置                   |
| -------- | ------------------------ | ---------------------- | ------------ | --------------------------- | ---------------------- |
| 1        | 沙田站巴士總站           | 沙田站公共運輸交匯處   | 1            | 華富（中）                  | 華富（中）巴士總站     |
| 2        | 田園閣                   | 沙田圍路               | 2            | 華富邨華泰樓                | 華富道                 |
| 3        | 博康邨                   | 沙角街                 | 3            | 華富邨華安樓                | 華富道                 |
| 4        | 救世軍田家炳學校         | 沙角街                 | 4            | 興和街                      | 石排灣道               |
| 5        | 秦石邨                   | 車公廟路               | 5            | 聖伯多祿堂                  | 香港仔大道             |
| 6        | 車公廟                   | 車公廟路               | 6            | 漁暉道                      | 香港仔大道             |
| 7        | 大圍轉車站－新翠邨（B3） | 紅梅谷路               | 7            | 業漁大廈                    | 香港仔大道             |
| 8        | 世界花園                 | 紅梅谷路               | 8            | 香港仔工業學校              | 黃竹坑道               |
| 9        | 獅子山隧道               | 獅子山隧道公路         | 9            | 業興街                      | 黃竹坑道               |
| 10       | 聯合道                   | 窩打老道               | ^            | 海洋公園                    | 海洋公園公共運輸交匯處 |
| 11       | 九龍塘站                 | 窩打老道               | 10           | 香港仔隧道巴士轉乘站        | 黃竹坑道               |
| 12       | 龍濤花園                 | 窩打老道               | 11           | 立德里                      | 摩理臣山道             |
| 13       | 九龍醫院                 | 窩打老道               | 12           | 灣仔消防局                  | 軒尼詩道               |
| 14       | 醫療輔助隊總部           | 公主道                 | 13           | 百德新街                    | 怡和街                 |
| 15       | 愛民邨                   | 公主道                 | 14           | 維多利亞公園                | 高士威道               |
| 16       | 紅磡海底隧道轉車站（B1） | 康莊道                 | 15           | 興發街                      | 興發街                 |
| 17       | 景隆街                   | 告士打道               | 16           | 景隆街                      | 告士打道               |
| 18       | 香港仔隧道巴士轉乘站     | 黃竹坑道               | 17           | 紅磡海底隧道轉車站（C3）    | 康莊道                 |
| ^        | 海洋公園                 | 海洋公園公共運輸交匯處 | 18           | 嘉輝臺                      | 公主道                 |
| 19       | 香港仔運動場             | 黃竹坑道               | 19           | 醫療輔助隊總部              | 公主道                 |
| 20       | 南朗山道                 | 黃竹坑道               | 20           | 聖佐治大廈                  | 窩打老道               |
| 21       | 勝利工廠大廈             | 黃竹坑道               | 21           | 九龍塘會                    | 窩打老道               |
| 22       | 逸港居                   | 香港仔海傍道           | 22           | 基督中心堂                  | 窩打老道               |
| 23       | 香港仔海濱公園           | 香港仔海傍道           | 23           | 九龍塘站 （九龍塘官立小學） | 窩打老道               |
| 24       | 香港仔魚類批發市場       | 香港仔海傍道           | 24           | 映月臺                      | 窩打老道               |
| 25       | 田灣街                   | 香港仔海傍道           | 25           | 獅子山隧道                  | 獅子山隧道公路         |
| 26       | 華富邨華樂樓             | 華富道                 | 26           | 世界花園                    | 紅梅谷路               |
| 27       | 華富商場                 | 華富道                 | 27           | 大圍轉車站－新翠邨（C2）    | 紅梅谷路               |
| 28       | 華富邨華清樓             | 華富道                 | 28           | 大圍轉車站－大圍站（F1）    | 車公廟路               |
| 29       | 培英中學                 | 華富道                 | 29           | 車公廟                      | 車公廟路               |
| 30       | 華富（中）               | 華富（中）巴士總站     | 30           | 秦石邨                      | 車公廟路               |
|          |                          |                        | 31           | 乙明邨街                    | 乙明邨街               |
| 32       | 沙角邨                   | 沙角街                 |              |                             |                        |
| 33       | 田園閣                   | 沙田圍路               |              |                             |                        |
| 34       | 沙田站巴士總站           | 沙田站公共運輸交匯處   |              |                             |                        |

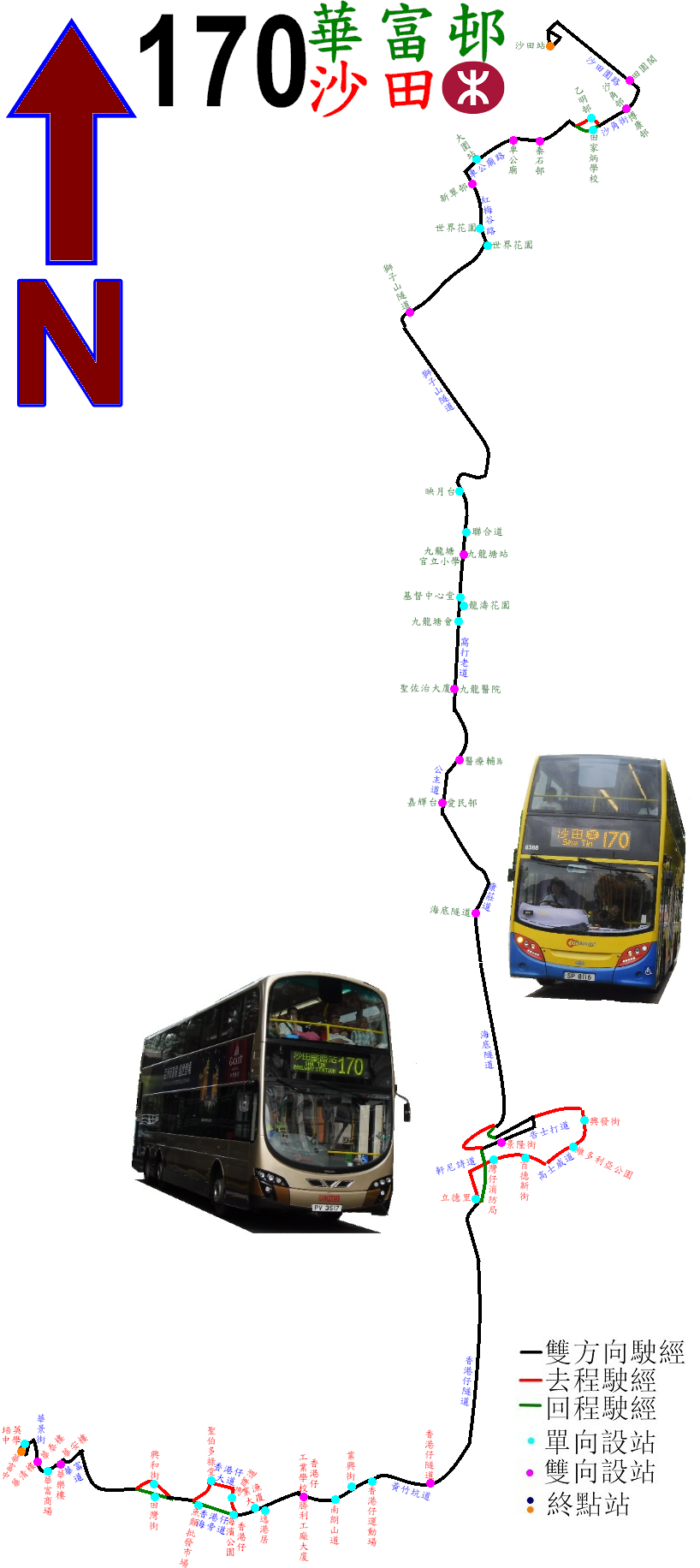
本線的走線圖

- 註：有 ^ 號之車站祇於星期日及公眾假期以下時段使用：
  - 沙田08:57-11:34開出的班次
  - 華富16:00-18:28開出的班次

## 客量
本路線客源主要為來往銅鑼灣主要購物地區的旅客和沙田居民，而來往紅隧收費廣場及九龍中一帶政府部門上下班的南區居民亦佔一定比例，雖然路線頗長，但由於不用到處轉車前往目的地，深受乘客歡迎。即使港鐵南港島綫通車，但華富邨未有鐵路覆蓋，此線的客量沒太受港鐵影響。
港鐵屯馬綫及東鐵綫分別於2021年6月27日通車及於2022年5月15日向南延伸至金鐘站，貫通沙田至黄竹坑一帶，本線可能失去沙田至黄竹坑一帶乘客，惟本路線服務未有港鐵服務的華富邨及香港仔，以及窩打老道及公主道一帶，加上本線仍有一程過直達銅鑼灣及南區和較舒適的優勢，因此仍有一定客量的支持。

## 路線紀錄
170線投入服務後，創下多項紀錄：
1. 自1933年6月11日巴士地區專營權生效，中巴撤出九龍市區及新界巴士服務後，該公司首條於新界區營運的專利巴士路線，不過是與九巴聯營的過海隧道路線，亦因此令本線成為新界區、獅子山隧道、香港仔隧道及南區首條專利過海巴士路線以及該區首條聯營巴士路線；
2. 首條來往新界區及港島南區的專利過海巴士路線；
3. 九巴首條來往港島南區及香港仔隧道的專利過海巴士路線；
4. 首條及目前唯一一條途經三條不同收費區的收費行車隧道（獅子山隧道、紅磡海底隧道以及香港仔隧道）的全日專利巴士路線；
5. 沙田區首條3位數字編號專利巴士路線；
6. 自1993年9月1日本線由城巴取代中巴專營權後，城巴首條服務新界區的專利巴士路線，並與107線成為城巴首兩條專利過海巴士路線，本線亦是城巴第一批由中巴手上取得的26條巴士線之一，稱為Network 26 新里程；
7. 紅隧目前僅有兩條往返新界區的全日專利過海巴士路線之一（另一條為182線）；
8. 九巴在沙田區第二條引入歐盟四型巴士的過海巴士路線（第一條為681線）。